# Paola Barriga
Paola Lorena Barriga Machicao (La Paz, Bolivia, 4 de enero de 1977) es una abogada y política boliviana. 
Es candidata a Diputada Uninominal por la Circunscripción 8 de La Paz para las elecciones 2025 con APB-Súmate. 
Fue candidata a la vicepresidencia de Bolivia en las Elecciones generales de Bolivia de 2019.
Se hizo notable en los medios de comunicación al atender casos judiciales relevantes en la sociedad boliviana, específicamente en los casos de feminicidio y violencia contra la mujer, delitos cuyos procesos frecuentemente presentan fallas en su tratamiento en el Sistema Judicial boliviano.Ha empujado vehementemente una reforma al sistema judicial que permita la Sumatoria de Condenas y el resarcimiento de víctimas de feminicidio.

## Biografía

### Primeros años
Nació en La Paz, Bolivia, el 4 de enero de 1977.  Su padre profesor de educación física y su madre profesora de francés. Paso su infancia en la zona de Villa Adela, en la ciudad de El Alto, donde estudió en el Colegio Fiscal “Martín Cardenas” hasta el ciclo intermedio y posteriormente en el Instituto “Jesús de Nazareth” habiéndose graduado Bachiller en Humanidades, con distinción de excelencia.  
A los 4 años de edad estuvo a punto de perder la vida debido a una peritonitis, por lo que pasó casi un año entero internada en pediatría del Hospital Obrero de La Paz, con un pronóstico muy desalentador y varias cirugías. Sin embargo, dio batalla y logró recuperarse gracias al apoyo de su madre, su familia y su propia entereza. Volvió a la vida y se convirtió en una aplicada estudiante.  
Debido a esa experiencia pensó en dedicarse a la medicina pero al provenir de una familia modesta, le sería difícil cubrir esta costosa carrera y tuvo que tomar otra opción. 
Su vocación de servicio la llevó a estudiar Derecho en la Universidad Mayor de San Andrés y tomó como caso de estudio el caso de una niña cruelmente asesinada que conmocionó Bolivia, el caso de Patricia Flores. Después de obtener su título profesional prosiguió con este caso hasta que el mismo se logró resolver 15 años más tarde. Este emblemático caso le abriría las puertas a muchísimos más casos criminales y una carrera de casi 20 años en la especialidad de Derecho Penal.

## Vida profesional
Se graduó como abogada el año 2003, con especialización en el área penal.
Durante su trayectoria profesional, atendió casos como el  del "Asesinato de la niña Patricia Flores en 1999". A pesar de que para ese año todavía era una estudiante de tercer año derecho, se encargó de este caso 10 años después, en 2009, a petición de uno de los familiares de la niña. Así como este, atendió varios casos de feminicidio en Bolivia asumiendo la defensa de numerosas víctimas de violencia, muchos de estos casos fueron atendidos "ad honorem".  
En pocas oportunidades ha servido en el sector público, entre estos, trabajó en Régimen Penitenciario, en la Cooperativa de Teléfonos y en la Caja Nacional de Salud (CNS). Ingresó también al ámbito público, trabajando como directora jurídica en el Ministerio de Medio Ambiente y Agua de Bolivia durante la gestión de la ministra Mabel Monje. 

### Apoderada Legal del Ministerio de Gobierno
El 6 de diciembre de 2012, fue invitada a trabajar como apoderada legal del Ministerio de Gobierno de Bolivia. Pero estuvo en el cargo por muy poco tiempo, renunciando el 5 de abril de 2013.

### Casos judiciales
Barriga participó como abogada en diferentes casos  que tuvieron seguimiento mediático y su alto impacto social, como:

#### Casos privados
- Caso "Asesinato y violación de la niña Patricia Flores" de 1999 (en defensa de la víctima).
- Caso "William Kushner" de 2015 (en defensa de la víctima).
- Caso "Violencia del Asambleísta departamental Marín Sandoval" de 2015 (en defensa de la víctima)
- Caso "Video acoso sexual de Paola Belmonte" de 2013 (en defensa de la víctima).
- Caso "Asesinato y violación de Jessica Burgoa" de 2009 (en defensa de la víctima).
- Caso "Asesinato y violación de la niña Camila Brañez" de 2009 (en defensa de la víctima).
- Caso "Asesinato de Veronica Chino" de 2012 (en defensa de la víctima).
- Caso “Abigail Quintana” (en defensa de la víctima)[10]

#### Casos públicos
- Caso "Trata y Tráfico de mujeres en el Club nocturno KATANAS"[11] de 2016[12]
- Caso  "Juan Pari y desfalco millonario del Banco Unión" de 2017 (en defensa de la cajera del banco)
- Caso "Asesinato del universitario Jonathan Quispe (UPEA)" de 2018.
- Caso "Detención dirigente cocalero Franklin Gutierrez" de 2018.

## Vida política
Para las elecciones generales de 2025 es Candidata a Diputada Uninominal por la Circunscripción 8 de La Paz, invitada por la sigla APB-Súmate liderada por Mamfred Reyes Villa. 
En noviembre de 2018 el ex Presidente de Bolivia Jaime Paz Zamora la proclamó como acompañante y candidata a vicepresidente para las elecciones primarias de enero de 2019. 
El 4 de septiembre de 2019, renunció a su candidatura a la Vicepresidencia de Bolivia y denunció que el médico coreano-boliviano Chi Hyun Chung estaría cobrando dinero para las candidaturas a diputados y senadores.
A partir del 21 de octubre de 2019, tras el inicio de la crisis política de Bolivia, la oposición local estuvo muy activa en las movilizaciones ciudadanas por las denuncias de fraude.
Casualmente en medio de las protestas Paola Barriga encontró un arsenal de bombas Molotov listas para ser usadas contra los civiles que marchaban cuestionando los resultados delas elecciones en el centro de la ciudad de La Paz.  Las investigaciones apuntaron a que este arsenal de bombas estaban un edificio perteneciente al gobierno y que la operación estaba liderada por autoridades gubernamentales.
Debido a su activismo durante estas movilizaciones ciudadanas fue convocada a declarar en 2021 ante la Fiscalía de la Nación Boliviana.
En 2021 postuló para el cargo de Asambleísta Departamental durante las Elecciones subnacionales. 